# Karl Holper
Karl Holper (* 27. März 1919 in Güssing; † 21. April 1997 ebenda) war ein österreichischer Politiker (ÖVP) und Seilermeister. Holper war von 1960 bis 1964 Mitglied des Bundesrates und von 1966 bis 1977 Abgeordneter zum Burgenländischen Landtag.

## Leben
Holper besuchte von 1925 bis 1929 die Volksschule Güssing und danach bis 1933 die Hauptschule Güssing. Er erlernte in der Folge bis 1936 den Beruf des Seilers und legte 1947 die Meisterprüfung ab. Zuvor hatte er von 1939 bis 1944 in der Wehrmacht gedient und war im Oktober 1944 schwer verwundet zurückgekehrt. Von 1947 bis 1966 war er als Seilermeister tätig, von 1966 bis 1976 war er Kaufmann.

## Politik
Holper war von 1950 bis 1953 Gemeinderat und Vizebürgermeister von Güssing, danach wirkte er von 1953 bis 1959 als Bürgermeister. Zudem vertrat er die ÖVP Burgenland vom 7. Dezember 1960 bis zum 26. Mai 1964 als Mitglied des Bundesrates und war danach vom 27. April 1966 bis zum 27. Oktober 1977 Abgeordneter zum Burgenländischen Landtag. Er hatte innerparteilich von 1947 bis 1977 die Funktion des Ortsparteiobmanns der ÖVP Güssing inne und war von 1956 bis 1977 Bezirksobmann des Österreichischen Wirtschaftsbundes im Bezirk Güssing.

## Auszeichnungen
- Großes Ehrenzeichen des Landes Burgenland